# Amanat Baghdad
El Baghdad Football Club (en árabe: نادي بغداد‎) es un club de fútbol de Irak, de la ciudad de Bagdad. Fue fundado en 1957 y juega en la División Uno de Irak. 

## Historia

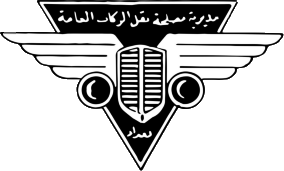
Escudo del Maslahat Naqil Al-Rukab.

El equipo fue fundado el 1 de julio de 1957 con el nombre de Baladiyat (en árabe: البلديات‎Significa: Municipalidades) tras la fusión de los equipos Maslahat Naqil Al-Rukab (en árabe: مصلحة نقل الركاب‎Significa: Departamento de Transporte Público) y Esalet Al-Mae (en árabe: إساله الماي‎Significa: Acueducto).
En 1977 se cambió el nombre por el de Al-Amana (en árabe: الأمانة‎), y el 5 de agosto del 2009 lo cambiaron por el actual.
En 2008 el equipo consiguió el ascenso a la Super Liga de Irak.

## Palmarés
- Liga de Institutos: 2

1965, 1971 (Maslahat Naqil Al-Rukab)
- División Uno de Irak: 2

1990–91, 2004–05 (compartido)
- Liga Central de Irak: 1

1958–59
- Copa del Director General de la Policía: 2

1959, 1960

## Uniforme
- Uniforme titular: Camiseta, pantalón y medias blancas.
- Uniforme alternativo: Camiseta, pantalón y medias verdes.